# Per Gulbrandsen
Per Ziegler Gulbrandsen, född 18 juli 1897 i Oslo, död 2 november 1963 i Oslo, var en norsk roddare.
Gulbrandsen blev olympisk bronsmedaljör i fyra med styrman vid sommarspelen 1920 i Antwerpen.